# The Last Blade 2
The Last Blade 2 (幕末浪漫第二幕 月華の剣士 ～月に咲く華、散りゆく花～?, Bakumatsu Rōman Dainimaku: Gekka no Kenshi ~Tsuki ni Saku Hana, Chiri-Yuku Hana~) è un videogioco arcade per il Neo Geo del 1998 edito da SNK. Distribuito un anno dopo del predecessore The Last Blade, il videogioco è stato convertito per Neo Geo CD e Dreamcast, quest'ultimo con il nome di The Last Blade 2: Heart of the Samurai.
Oltre ad essere incluso in una raccolta per PlayStation 2, il gioco è stato distribuito per Microsoft Windows tramite Steam.

## Trama
Sono trascorsi sei mesi dalla furia di Suzaku. Il grande buco che conduce a Tokoyo è ancora visibile nel cielo, a vegliare sul mondo mortale, come a parlare del grande peccato del dio del bene. Per chiudere nuovamente il confine e separare i due mondi, è necessario eseguire il Rituale del Sigillo, un rituale tramandato fin dall'età del mito, e interrompere il flusso di energia da Tokoyo. Tuttavia, il Rituale del Sigillo può essere eseguito solo con il potere combinato dei Quattro Dei e della Sacerdotessa del Sigillo. Nel mondo mortale, diverse forze, guidate da Genbu, hanno iniziato a muoversi alla ricerca della Sacerdotessa del Sigillo.
Allo stesso tempo, a Tokoyo, nelle profondità dell'oscurità, diverse coscienze si avvicinano e si agitano, cercando di ostacolare il Rituale del Sigillo. Alla fine, questi pensieri si uniscono e una persona viene resuscitata nel mondo mortale. Kaede inizia a risvegliarsi come Seiryū, il capo dei Quattro Dei. Moriya Minakata alza lo sguardo al cielo e spiega che il suo passato non è ancora stato risolto. Yuki inizia a percepire i segni di un nuovo destino. E poi c'è Shinnosuke Kagami, un uomo che miracolosamente sopravvive e accetta il suo destino. Mentre i loro pensieri si intrecciano, il tempo li trascina di nuovo in battaglia.

## Modalità di gioco
The Last Blade 2 ripropone la ricetta fortunata del primo episodio e se possibile la migliora ulteriormente, i personaggi aggiuntivi sono completi sotto tutti i punti di vista e (ad eccezione forse del malvagio Kagami) appaiono ben animati e fortemente competitivi. Ulteriori novità nel gameplay vedono: l'introduzione della possibilità di effettuare attacchi imbloccabili (solo nella modalità Power), esibirsi in lunghe e complesse combo letali (in modalità Speed), di effettuare counters al volo e di effettuare cancels che permettono di concatenare mosse speciali e combo in supers. Presente inoltre un'inedita modalità di selezione del personaggio denominata EX, sbloccabile per mezzo di un cheat code. Unico punto dolente di questo buon prodotto è forse l'eccessiva brevità del gioco (anche se resta decisamente impegnativo) e l'abbastanza esiguo numero di sfondi, decisamente inferiore anche e soprattutto rispetto al titolo precedente.

## Personaggi
Alla comitiva dei dodici personaggi selezionabili se ne aggiungono otto, tre dei quali sono nascosti e uno non è giocabile. Trattasi quest'ultimo del boss finale.

### Nuovi
- Hibiki Takane – È la figlia diciassettenne di Genzō Takane, un rinomato spadaio conosciuto in tutto il Giappone durante l'era Bakumatsu. Si era ritirato in una zona isolata di campagna con la figlia, ma continuò a lavorare con vari spadaccini in tutto il paese. Un giorno fatidico, Setsuna si avvicina a Genzō e gli chiede di forgiare una nuova spada. Sebbene l'uomo irradiasse un'aura di pura e insondabile malvagità, il maestro spadaio non può rifiutare la richiesta. Trascorre quasi tre mesi a forgiare questa spada, che chiama "Yaso Magatsu Hi no Tachi" (八十枉津日太刀, "Lama degli ottanta giorni custodita controvoglia"), descrivendo dettagliatamente la quantità di tempo investita nella creazione dell'arma. Tuttavia, il travaglio lo fa ammalare e presto è costretto a letto per sempre. Dice alla figlia che l'uomo dai capelli d'argento era la causa delle sue condizioni e che avrebbe dovuto cercare lui e la spada che aveva forgiato. Con una preoccupata Hibiki al suo fianco, pronuncia le sue ultime parole: "La cosa che ho visto... che ho sentito, anche tu devi capirla". Sebbene confusa dalla criptica richiesta del padre, ella raccoglie le sue cose e parte alla ricerca dell'uomo dai capelli d'argento. Diversi giorni dopo, un uomo di nome Hyō Amano si ferma, sperando che Genzō ripari la sua arma, l'Otokomae. Quando viene a sapere della morte del fabbro, parte alla ricerca della figlia. Hibiki ha due finali nel gioco; uno di questi la vede decidere di migliorare la sua abilità con la spada, cosa che può essere ottenuta sconfiggendo gli avversari che affronta in modalità "Arcade" con le sue super mosse in ogni round.
- Setsuna – È un potente spirito liberato dopo la sconfitta di Kagami da parte di Kaede. Dopo aver trovato un bambino morto su un campo di battaglia, ne entra in possesso. Dopo aver raggiunto la maturità umana, percorre la via della distruzione, uccidendo e nutrendo odio per la razza umana. Utilizza una lama nera simile a una katana, che lascia una scia di energia oscura al suo passaggio. È direttamente responsabile della morte del padre di Hibiki, costringendolo, grazie al suo carisma, a forgiare la sua spada e a lavorarci fino al limite.
- Mukuro – La versione zombie di Shikyō, vaga per la terra nella sua forma di non morto, continuando a uccidere innocenti.
- Kaori Sanada – Sorella del defunto Kojirō Sanada, si traveste da lui, usando la sua identità per indagare sui mali interiori e per ripristinare la fede nello Shinsengumi. Cerca di eliminare la forma zombie dell'ex membro dello Shinsengumi, Mukuro, che ha ucciso suo fratello.

### Nascosti
- Original Kaede – La versione normale di Kaede, prima della sua trasformazione. Trasformata in un personaggio separato dalla sua forma risvegliata.
- Hagure Hitogata – Lo Shikigami evocato da Akari Ichijō in battaglia e combatte imitando il nemico.
- Kotetsu Naoe – La figlia di Shigen Naoe.

### Boss
- Kouryu – La versione resuscitata di Gaisei, padre adottivo di Kaede, Moriya Minakata e Yuki. Possiede il potere dei Quattro Dei, grazie alla gemma che brandisce. Fu ucciso in battaglia da Shinnosuke Kagami e resuscitato in questa forma per cause sconosciute.

## Accoglienza
In Giappone, la rivista Game Machine elencò The Last Blade 2 nel numero del 15 dicembre 1998 come la seconda arcade di maggior successo del mese. Secondo Famitsū, la versione Neo Geo CD ha venduto oltre 9379 copie nella sua prima settimana sul mercato.
Blake Fischer ha recensito la versione Dreamcast per Next Generation, assegnandogli tre stelle su cinque e affermando che "Un picchiaduro 2D unico per Dreamcast, che rappresenta una gradita svolta rispetto alla pletora di varianti di Street Fighter' che abbiamo visto negli Stati Uniti. Peccato che dovrete procurarvi una copia importata per giocare". Nel 2012, GamesRadar+ lo ha incluso tra i classici giochi di combattimento poco conosciuti che meritano un remake in HD, definendolo "uno dei giochi di combattimento più belli e profondi del Neo Geo".